# چتینیه
شهر ستینیه (به روسی: Цетиње) در کشور مونته‌نگرو واقع شده‌است. جمعیت این شهر ۱۴٫۶۶۸ نفر  است. در تاریخ سده ۱۵ (میلادی) به عنوان شهر شناخته شد.